# Uhličitan olovnatý
Uhličitan olovnatý je bílá, jedovatá, anorganická látka bez zápachu a chuti se vzorcem PbCO3. Tato látka se v přírodě vyskytuje v nerostu zvaném cerusit.

## Výroba
Tato látka se vyrábí průmyslově reakcí ve vodě rozpustných olovnatých solí s uhličitanem sodným. Příkladem těchto solí jsou dusičnan olovnatý (drahá, ale velice snadná výroba), octan olovnatý či chlorid olovnatý (není moc dobře rozpustný). Reakce probíhá dle rovnice:

Pb+II (aq) + Na2CO3 (aq) → 2Na+I (aq) + PbCO3 (s)

## Reakce
Tato látka se při zahřívání nad 315 °C rozpadá na oxid uhličitý a oxid olovnatý dle rovnice:

PbCO3 —t→ CO2 + PbO

Podobně jako ostatní uhličitany, reaguje se silnými kyselinami, jako kyselina chlorovodíková či kyselina dusičná a jinými, za vzniku příslušných solí, vody a oxidu uhličitého.

## Využití
Ve dnešní době je využití uhličitanu olovnatého kvůli jeho toxicitě redukováno na minimum, nejdůležitější využití je v chemickém průmyslu, nicméně dříve se tato látka používala jako pigment do barev a líčidel. Používala se nejčastěji v kombinaci s jinými látkami, např. směs uhličitanu a hydroxidu olovnatého byla nazývána olovnatá běloba.

## Bezpečnost
Uhličitan olovnatý je nerozpustný ve vodě, proto by teoreticky, podobně jako například síran olovnatý či sulfid olovnatý měl projít tělem bez větších následků. Problém však je, že tato látka pro požití reaguje s kyselinou chlorovodíkovou v žaludku za vzniku rozpustného chloridu olovnatého, který způsobuje otravu olovem. Proto se při práci s touto látkou musí zacházet nanejvýš opatrně.